# Успенка (Рыбинский район)
Успе́нка — село Рыбинского района Красноярского края России. Административный центр Успенского сельсовета. Малая родина Героя Советского Союза В. Н. Прохорова.

## География
Находится по берегам реки Элеган, при автодороге 04К-038, в 17 км от районного центра — города Заозёрный.

### Уличная сеть
Улицы: Заречная, Зелёная, Лазо, Ленина, Луговая, Набережная, Просвещения, Прохорова (по фамилии знатного земляка В. Н. Прохорова), СПТУ-95, Юбилейная, Фрунзе.
Переулки: Мичурина, Фрунзе, Чапаева, Школьный (по находящейся школе).

## Население
| 2010 |
| ---- |
| 799  |

## Известные уроженцы, жители
- Прохоров, Василий Никитович, Герой Советского Союза. Его именем названа улица села➤ .
- Попков Феофан Михайлович, 1931 года рождения, педагог, краевед. Автор книг «В каждом имени — биография века», «История колхоза им. Молотова» с. Успенки.

## Инфраструктура
МбОУ «Успенская средняя школа № 6» (пер. Школьный, д. 4), Детский сад «Берёзка» (пер. Фрунзе, д. 31), Сельская амбулатория (ул Набережная, д. 1), Социально-реабилитационный центр для несовершеннолетних, Рыбинское отделение

## Достопримечательности
Памятник Воинам землякам, погибшим в годы Великой Отечественной войны, мемориальная доска в память о герое Советского Союза В.Н. Прохорову.

## Транспорт
По южной окраине проходит автодорога краевого значения 04 ОП РЗ 04К-038 «Уяр — Заозерный». На ней остановка общественного транспорта «Успенка».